# Han Xuandi
Han Xuandi (chinesisch 漢宣帝 / 汉宣帝, Pinyin Hàn Xuāndì; * 91 v. Chr.; † 49 v. Chr.) war ein chinesischer Kaiser der westlichen Han-Dynastie.
Sein Vater war Liu Jin und seine Mutter die Konkubine Wang. Han Xuandi bestieg 74 v. Chr. den chinesischen Thron als Nachfolger von Liu He. Han Xuandi war dreimal verheiratet und hatte mehrere Kinder. Nach seinem Tod folgte sein Sohn Han Yuandi als Kaiser von China.